# Orani (Italië)
Orani is een gemeente in de Italiaanse provincie Nuoro (regio Sardinië) en telt 3113 inwoners (31-12-2004). De oppervlakte bedraagt 130,8 km², de bevolkingsdichtheid is 24 inwoners per km².

## Demografie
Orani telt ongeveer 1135 huishoudens. Het aantal inwoners daalde in de periode 1991-2001 met 1,9% volgens cijfers uit de tienjaarlijkse volkstellingen van ISTAT.
| Jaar | Inwoneraantal |
| ---- | ------------- |
| 1991 | 3212          |
| 2001 | 3152          |

## Geografie
Orani grenst aan de volgende gemeenten: Benetutti (SS), Bolotana, Illorai (SS), Mamoiada, Nuoro, Oniferi, Orotelli, Ottana, Sarule.

## Geboren in Orani
- Costantino Nivola (5 juli 1911-1988), schilder en beeldhouwer
- Salvatore Niffoi (1950), schrijver

Aritzo · Atzara · Austis · Belvì · Birori · Bitti · Bolotana · Borore · Bortigali · Desulo · Dorgali · Dualchi · Fonni · Gadoni · Galtellì · Gavoi · Irgoli · Lei · Loculi · Lodine · Lodè · Lula · Macomer · Mamoiada · Meana Sardo · Noragugume · Nuoro · Oliena · Ollolai · Olzai · Onanì · Onifai · Oniferi · Orani · Orgosolo · Orosei · Orotelli · Ortueri · Orune · Osidda · Ottana · Ovodda · Posada · Sarule · Silanus · Sindia · Siniscola · Sorgono · Teti · Tiana · Tonara · Torpè